# Jacob Krop
Jacob Krop, né le 4 juin 2001, est un athlète kényan spécialiste du 5 000 mètres.

## Biographie
Médaillé d'argent des championnats d'Afrique juniors 2019, il se classe quatrième des sélections kenyanes 2019 sur 5 000 m mais est finalement sélectionné pour les championnats du monde 2019 à Doha, terminant sixième de la finale du 5 000 m en 13 min 3 s 08, nouveau record personnel.
Finaliste (5e) du 3 000 mètres des championnats du monde en salle 2022, il remporte la médaille d'argent du 5 000 m des championnats du monde 2022, devancé par le Norvégien Jakob Ingebrigtsen. Aux Jeux du Commonwealth de 2022 à Birmingham, il décroche la médaille de bronze sur 5 000 m, derrière l'Ougandais Jacob Kiplimo et le Kényan Nicholas Kipkorir. Le 2 septembre 2022, lors du meeting de Bruxelles, il établit la meilleure performance mondiale de l'année sur 5 000 m en 12 min 45 s 71, devenant à cette occasion le sixième meilleur performeur mondial de l'histoire.

## Palmarès
| Date | Compétition                    | Lieu       | Résultat | Épreuve | Temps          |
| ---- | ------------------------------ | ---------- | -------- | ------- | -------------- |
| 2019 | Championnats d'Afrique juniors | Abidjan    | 2e       | 5 000 m | 13 min 14 s 44 |
| 2019 | Championnats du monde          | Doha       | 6e       | 5 000 m | 13 min 3 s 08  |
| 2022 | Championnats du monde en salle | Belgrade   | 5e       | 3 000 m | 7 min 43 s 26  |
| 2022 | Championnats du monde          | Eugene     | 2e       | 5 000 m | 13 min 9 s 98  |
| 2022 | Jeux du Commonwealth           | Birmingham | 3e       | 5 000 m | 13 min 8 s 48  |
| 2023 | Championnats du monde          | Budapest   | 3e       | 5 000 m | 13 min 12 s 28 |
| 2024 | Jeux olympiques                | Paris      | 10e      | 5 000 m | 13 min 18 s 68 |

## Records
| Épreuve      | Temps          | Lieu         | Date             |              |
| En plein air | En plein air   | En plein air | En plein air     | En plein air |
| ------------ | -------------- | ------------ | ---------------- | ------------ |
| 3 000 m      | 7 min 28 s 83  | Paris        | 7 juillet 2024   |              |
| 5 000 m      | 12 min 45 s 71 | Bruxelles    | 2 septembre 2022 |              |
| En salle     |                |              |                  |              |
| 3 000 m      | 7 min 31 s 35  | Liévin       | 15 février 2023  |              |